# 1019-1010 v.Chr.
De jaren 1019-1010 v.Chr. (van de christelijke jaartelling) zijn een decennium in de 11e eeuw v.Chr..

## Gebeurtenissen

### Assyrië
- 1018 v.Chr. - Koning Assur-nirâri IV (1018 - 1012 v.Chr.) heerser over het Assyrische Rijk.
- 1012 v.Chr. - Koning Assur-rabi II (1012- 996 v.Chr.) bestijgt de troon van Assur.

### Israël
- 1010 v.Chr. - Koning Saul sneuvelt in een gevecht tegen de Filistijnen in de vlakte van Jizreël.
- 1010 v.Chr. - Koning David (1010 - 962 v.Chr.) regeert over het koninkrijk Israël.

## Overleden
- Saul, koning van Israël

<< · 1099-1090 · 1089-1080 · 1079-1070 · 1069-1060 · 1059-1050 · 1049-1040 · 1039-1030 · 1029-1020 · 1019-1010 · 1009-1000 · >>